# عامل اکسنده

نماد خطر عامل اکسنده توسط اتحادیه اروپا

یک عامل اُکسید‌کننده (اُکسیدان یا اُکسنده) ماده‌ای است که می‌تواند مواد دیگر را اُکسیده و خود به خود کاهش یابد. اکسیدان‌ها می‌توانند الکترون‌ها را در حالی جذب کنند که عامل کاهش‌دهنده آن‌ها را رها می‌کند. اکسیدان‌ها به همین دلیل به عنوان اتم پذیرنده نیز نامیده می‌شوند. اکسیژن یکی از اصلی‌ترین‌های عامل‌های اکسنده شناخته می‌شود.
به عبارت ساده‌تر:
- عامل اکسیدکننده، کاهش می‌یابد.
- عامل کاهش‌ دهنده، اکسیده می‌شود.
- به همهٔ اتم‌های موجود در یک مولکول می‌توان یک عدد اکسیداسیون اختصاص داد. این شماره هنگامی که یک آنتی اکسیدان عمل می‌کند تغییر می‌کند.

تشکیل آهن (III) اکسید نمونه‌ای از یک اکسیداسیون است:
{\displaystyle \mathrm {Fe\longrightarrow Fe^{2+}+2\ e^{-}} }

## مفهوم
از نگاه تاریخی، یک عامل اکسنده -همراه با اکسیژن- ماده‌ای است که می‌تواند اکسیژن را آزاد کند (انتقال دهد). این‌طور به نظر می‌آید که اکسیژن در هر احتراق به خودی خود - همانند فلوئور، کلر و غیره - الکترون‌های مادهٔ اکسیدشده را دریافت می‌کند از این‌رو از تعریف امروزی آن به عنوان پذیرنده الکترون به کار گرفته می‌شود. اکسیداسیون واکنشی شیمیایی است که در آن یک اتم، یون یا مولکول، الکترون(هایش) را از دست بدهد.
{\displaystyle \mathrm {A\longrightarrow A^{+}+e^{-}} }
آ یک الکترون از دست می‌دهد

## عامل کاهنده
تفاوت بین عامل اکسنده و کاهنده در این است که عوامل اکسنده موادی هستند که الکترون گرفته و در نتیجه خودبه‌خود کاهش می‌یابند و احیا می‌شوند. لیکن عوامل کاهنده الکترون از دست داده و اکسیده می‌شوند. بین این دو رابطه زیر برقرار است:

## عوامل اکسنده رایج و محصولات آن‌ها
| عامل                                                           | محصول(ها)                           |  |
| -------------------------------------------------------------- | ----------------------------------- |  |
| O۲ اکسیژن                                                      | گوناگون، شامل اکسیدهای H۲O and CO۲  |  |
| O۳ اوزون                                                       | گوناگون شامل کتون‌ها، آلدهیدها و H۲O |  |
| F۲ فلوئور                                                      | F−                                  |  |
| Cl۲ کلر                                                        | Cl−                                 |  |
| Br۲ برم                                                        | Br−                                 |  |
| I۲ ید                                                          | I−, I3−                             |  |
| OCl− هیپوکلریت                                                 | Cl−, H2O                            |  |
| ClO۳− کلرات                                                    | Cl−, H۲O                            |  |
| HNO۳ نیتریک اسید                                               | NO نیتریک اکسید NO2 نیتروژن دی‌اکسید |  |
| کروم هگزاوالنت CrO۳ کروم تریوکسید CrO۴۲− کروم Cr۲O۷۲− دیشرومات | Cr۳+, H۲O                           |  |
| MnO۴− نمک پرمنگنات MnO۴۲− منگنات                               | Mn۲+ (اسیدی) یا MnO۲ (بازی)         |  |
| H۲O۲، یا پراکسیدهای دیگر                                       | گوناگون شامل اکسیدها و H۲O          |  |
| سرنج (تترا اکسید سرب)                                          | سرب                                 |  |